# Leptocolpia decaryi
Leptocolpia decaryi là một loài bướm đêm trong họ Geometridae.